# 王鯨 (成化進士)
王鯨（1453年—？），字大升，河南開封府祥符縣人，軍籍，明朝政治人物。

## 生平
早年出身國子生，中河南鄉試第三十三名。成化十四年（1478年）戊戌科進士。成化二十年（1484年）任直隸唐縣知縣。十五年任铜陵知縣，逾年調歙县。

## 家族
曾祖父王從善。祖父王謙。父亲王紀，儀賓。前母獲嘉縣主；母汪氏。具慶下。